# Cephalopholis polleni
Cephalopholis polleni är en fiskart som först beskrevs av Bleeker, 1868.  Cephalopholis polleni ingår i släktet Cephalopholis och familjen havsabborrfiskar. IUCN kategoriserar arten globalt som livskraftig. Inga underarter finns listade i Catalogue of Life.